# Leptidea
Leptidea Billberg, 1820 è un genere di lepidotteri appartenente alla famiglia Pieridae, diffuso in Eurasia.

## Distribuzione e habitat
Dei sette generi che sono classificati nella sottofamiglia Dismorphiinae, Leptidea è l'unico presente nell'ecozona paleartica.

## Tassonomia
Questo taxon comprende le seguenti dieci specie più una dalla classificazione (al 2011) ancora incerta:
- Leptidea amurensis Ménétriés, 1859[2]
- Leptidea darvazensis Bolshakov, 2004 - presente nelle montagne dell'Asia centrale
- Leptidea descimoni Mazel, 2004 - presente in Kirghizistan
- Leptidea duponcheli (Staudinger, 1871) – eastern wood white,  presente in Europa meridionale, Asia minore, Balcani, Iran
- Leptidea gigantea (Leech, 1890) presente in Cina
- Leptidea juvernica stat. nov. – cryptic wood white[3]
- Leptidea lactea Lorkovic, 1950 - Tapaischan, presente in Cina
- Leptidea morsei Fenton, [1882]
- Leptidea reali Reissinger, [1990] – Real's wood white
- Leptidea serrata Lee, 1955 - presente in Cina
- Leptidea sinapis (Linnaeus, 1758) – conosciuta in Italia con il nome comune Pieride della senape, in lingua inglese nota come wood white
- Leptidea yunnanica Koiwaya, 1996 - presente in Cina